# Angerville, Calvados

Angerville este o comună în departamentul Calvados, Franța. În 1 ianuarie 2022 avea o populație de 191 de locuitori.